# Burton Stone
Burton „Bud“ Stone (* 16. Februar 1928 in Englewood, New Jersey; † 18. April 2008 in Los Angeles) war ein US-amerikanischer Filmproduzent und Manager, der bei der Oscarverleihung 1997 mit der John A. Bonner-Medaille ausgezeichnet wurde.

## Biografie
Stone arbeitete in Teilzeit als „Can Boy“ in dem Filmlabor, in dem sein Vater James Stone in den letzten Tagen der Stummfilmära im nahegelegenen Fort Lee tätig war. Nachdem er seine Zeit bei der United States Navy beendet hatte, wurde er Assistent des Filmeditors und arbeitete sich bis in die Führungsetage mehrerer Filmlabors im Raum New York hoch. 1976 wurde er zum Präsidenten von Deluxe Laboratories in Hollywood ernannt und blieb bis zu seiner Pensionierung 1994 an der Spitze des Unternehmens.
Von Kameraleuten sei Stone mehrfach als „Geschenk des Himmels“ bezeichnet worden, da er mehr für diese getan habe als jeder andere, den er kenne, äußerte der ehemalige Präsident der American Society of Cinematographers (A.S.C.), Owen Roizman, dem Hollywood Reporter. In der Filmbranche wurde Stone für seine Führungsrolle, die er über mehr als zwei Jahrzehnte innehatte, weithin anerkannt.
Stone wurde 1997 in Anerkennung seiner herausragenden Leistungen und des Engagements bei der Aufrechterhaltung der hohen Standards der Academy of Motion Picture Arts and Sciences gemeinsam mit Volker Bahnemann mit der John A. Bonner-Medaille ausgezeichnet. Die Bonner-Medaillen, die zu Ehren des verstorbenen Direktors für Sonderprojekte der Warner Hollywood Studios benannt sind, werden als Anerkennung für „herausragende Leistungen und der Hingabe bei der Aufrechterhaltung der hohen Standards der Akademie“ verliehen. Die Akademie begründete ihre Entscheidung hinsichtlich der Vergabe an Stone damit, dass dieser seine Zeit und Energie großzügig gespendet und dazu beigetragen habe, sowohl seine Branche als auch seine Gemeinde zu verbessern.
Cyril Drabinsky, Präsident und CEO von Deluxe, äußerte über Stone, er sei ein herzlicher, fürsorglicher, großzügiger Mann gewesen, der einen unermüdlichen Beitrag für die Gemeinschaft geleistet habe. Stone habe die Rolle der Kameraleute in der Kunst und im Handwerk des Filmemachens besonders geschätzt. Seit der Einführung der jährlichen Outstanding Achievement Awards der American Society of Cinematographers im Jahr 1986 sei er eine treibende Kraft gewesen. Er habe 17 Jahre lang als Co-Vorsitzender des branchenweiten Komitees, das diese Veranstaltungen organisiert, fungiert. Stone fungierte außerdem als Vorsitzender des Technologierats der Film- und Fernsehindustrie, war Mitglied der AMPAS, der Society of Motion Picture and Television Engineers und der Hollywood Television & Radio Society und saß im Vorstand der Hollywood Chamber of Commerce.
Stone wurde zum Ehrenmitglied des ASC ernannt und war damit einer von nur zwei Dutzend Menschen, denen diese Ehre zuteilwurde. Thomas Edison, George Eastman und der Astronaut Buzz Aldrin gehören ebenfalls zu dieser Riege. Stone erhielt 2001 bei Sho Werst den Ken Mason Inter-Society Award und wurde gleichzeitig in die ShowEast Hall of Fame aufgenommen. Er wurde mit Stipendien der British Kinematograph Sound and Televison Society und der SMPTE ausgezeichnet. Den Will Rogers Humanitarian Award erhielt Stone 1993; er war Ehrenvorsitzender und Direktor der Will Rogers Foundation und saß im Vorstand der Motion Picture Pioneers, des Hollywood Heart Fund und des Covenant House.
Stone, der in seinem Haus in Los Angeles eines natürlichen Todes starb, wurde 80 Jahre alt. Er hinterließ seine Frau Judy, drei Kinder, sechs Enkelkinder und seinen Bruder Ed.

## Filmografie
- 1970: Der Filmvorführer (The Projectionist; Produktionsberater)
- 1982: The Comeback Trail (Produktionsberater)

## Auszeichnungen (Auswahl)
- Ehrenmitglied des ASC
- 1993: Will Rogers Humanitarian Award
- 1994: American Society of Cinematographers: Auszeichnung Honorary Membership
- 1997: Academy Awards 1997: Auszeichnung John A. Bonner-Medaille
- 2001: Ken Mason Inter-Society Award
- 2001: Aufnahme in die ShowEast Hall of Fame